# 马粪海胆
马粪海胆是一种广泛分布于太平洋西部海域的一种海胆，马粪海胆属下唯一的一种。

## 形态
马粪海胆呈半球形，直径约三四厘米，最大可达六厘米，属中小型海胆。外壳坚硬，表面密布五六毫米长的棘刺，棘刺多为墨绿色，因远看像一坨晒干的马粪，故名。

## 经济价值
马粪海胆在中国、日本是重要的经济海产动物，其生殖腺营养丰富，是加工高级“云丹”的优质原料。现已进行人工规模化养殖，被列入第一批中国国家重点保护经济水生动植物资源名录。

### 澎湖
澎湖地區每年7月和8月開放馬糞海膽捕撈，為當地名產。2022年6月，澎湖海洋公民基金會、台灣動物社會研究會等民間團體指出，當地的海膽因為過度捕撈而大量減少，價格也因此高漲，要求政府加強管制和保育。